# Nemanja Gordić
Nemanja Gordić, né le 25 septembre 1988, à Mostar, dans la République socialiste de Bosnie-Herzégovine, est un joueur bosnien de basket-ball. Il évolue au poste de meneur. 

## Biographie
Lors de la saison 2013-2014, Gordić joue avec le KK Igokea en championnat de Bosnie-et-Herzégovine, que le club remporte, ainsi qu'en Ligue adriatique.
En juin 2014, il rejoint le Cedevita Zagreb où il signe un contrat de 3 ans,.